# Xasthur
Xasthur je americká blackmetalová kapela z města Alhambra v Kalifornii, která byla založena v roce 1995 multiinstrumentalistou Scottem Connerem používajícím pseudonym Malefic. Její tvorba z velké části spadá do kategorie depressive suicidal black metal, ale některé nahrávky splňují parametry akustické neofolkové hudby. Malefic měl tvůrčí období, kdy dělal takovou hudbu, pro většinu této tvorby použil projekt s názvem Nocturnal Poisoning (nazvaný podle debutového alba Xasthur).
Debutové studiové album Xasthur s názvem Nocturnal Poisoning vyšlo v roce 2002.

## Diskografie
Dema
- Rehearsal '97 (1997)
- A Gate Through Bloodstained Mirrors (2001)
- 2002 Rehearsal (2002)
- A Sermon in the Name of Death (2004)
- 2005 Demo (2010)

Studiová alba
- Nocturnal Poisoning (2002, Blood Fire Death)
- The Funeral of Being (2003, Blood Fire Death)
- Telepathic with the Deceased (2004, Moribund Records)
- To Violate the Oblivious (2004, Moribund Records)
- Subliminal Genocide (2006, Hydra Head Records)
- Defective Epitaph (2007, Hydra Head Records)
- All Reflections Drained (2009, Hydra Head Records)
- Portal of Sorrow (2010, Disharmonic Variations)
- Subject to Change (2016, Disharmonic Variations)
- Sigils Made of Flesh and Trees (2017, Appalachian Noise Records)
- Victims of the Times (2021, Prophecy Productions)
- Inevitably Dark (2023, Prophecy Productions)

EP
- A Darkened Winter (2001)
- Suicide in Dark Serenity (2003)
- Xasthur (2006)
- Aestas Pretium MMXVIII (2018)

Kompilační alba
- Nightmares at Dawn (2012)
- 1997-1999 Rehearsals (2013)
- Ominous Fates (2021)

Kolaborační alba
- The Hallucination Tunnels (2021, Appalachian Noise Records) – spoluúčinkuje Casket of Dreams[2]

Box sety
- Wooden Box (2018) – set 3 audiokazet
- The Moribund Cult Years (2020) – set 3 CD

Split nahrávky
- Xasthur/Orosius – společně s Orosius (1999)
- Xasthur/Acid Enema – společně s Acid Enema (2002)
- Xasthur/Angra Mainyu – společně s Angra Mainyu (2004)
- Xasthur/Leviathan – společně s Leviathan (2004)
- Nachtmystium/Xasthur – společně s Nachtmystium (2004)
- Nortt/Xasthur – společně s Nortt (2004)
- Striborg/Xasthur – společně se Striborg (2007)
- Cryostasium/Xasthur – společně s Cryostasium (2007)
- A Living Hell – společně s Black Circle (2008)

### Nocturnal Poisoning
- 2011 Demo (2012) – demo
- Other Worlds of the Mind (2012) – album
- A Misleading Reality (2013) – album
- Clarity Within Your Confusion – 7" singl (2014)
- Doomgrass (2014) – album